# ОУН (батальон)
Батальон «ОУН» (укр. Батальйон «ОУН»), он же Сводный батальон территориальной обороны города Нежина (укр. Зведений батальйон територіальної оборони міста Ніжина) — добровольческое проукраинское вооружённое формирование, воюющее на востоке Украины. Командир батальона — Николай Кохановский. Основу подразделения составила 1-я Киевская сотня ОУН, которая также занялась набором новых добровольцев. Воины подразделения воевали трофейным оружием, захваченным в том числе в боях под Саур-Могилой. 1 сентября 2014 года подразделение обратилось к президенту Украины Петру Порошенко с просьбой предоставить отряду официальный статус и обеспечить оружием. В марте 2015 года командование батальона выразило недоверие и обвинило в предательстве руководителя ОУН Богдана Червака. В апреле 2015 года подразделение было разоружено и выведено из зоны боевых действий регулярными украинскими подразделениями, после чего было заявлено об отказе батальона переходить в подчинение Вооружённым силам Украины. В 2015 году часть подразделения вошла отдельной ротой в 93-ю механизированную бригаду, командиром был назначен Андрей Пастушенко.   

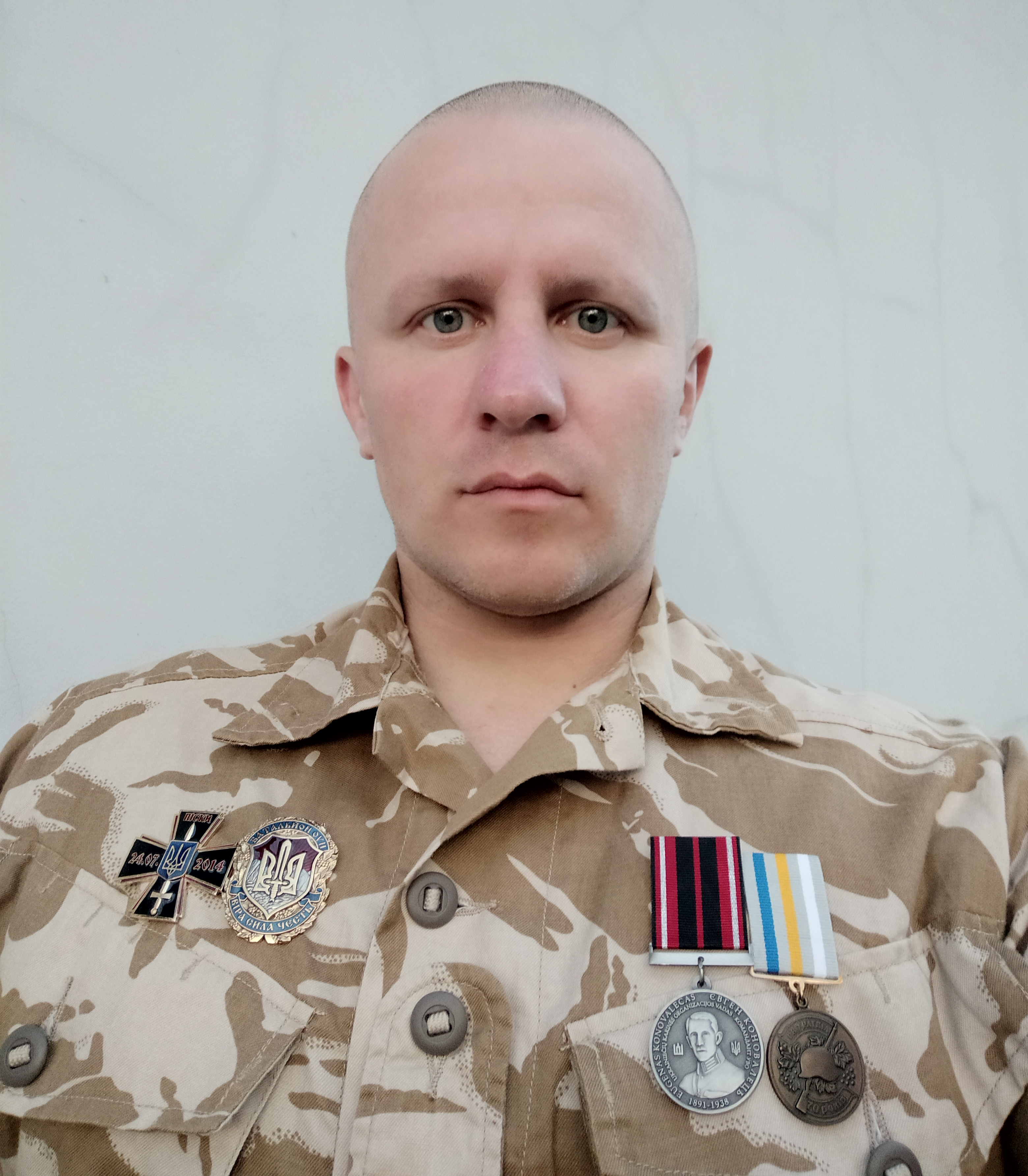
Владислав Попович

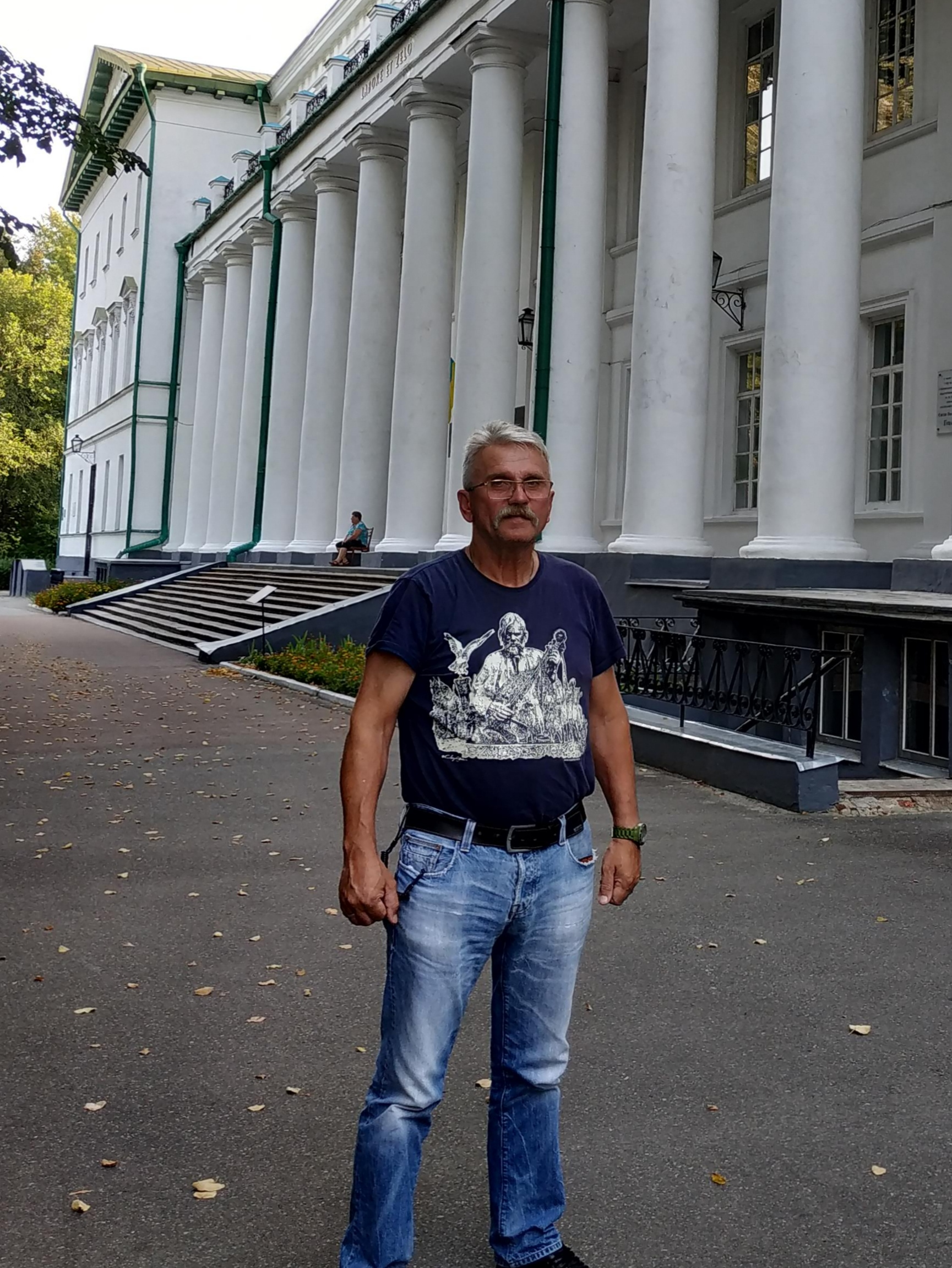
Андрей Пастушенко

В конце августа 2015 года комбат ОУН Николай Кохановский возглавил новую политическую организацию «Добровольческий Рух ОУН». Программа организации предусматривает установление временной национальной диктатуры и построение корпоративно-синдикалистского государства.
9 декабря 2015 года на базе батальона «ОУН» в городе Новогродовка Донецкой области Украины прошла международная встреча радикальных национал-солидаристов. Участвовали «Добровольческий Рух ОУН», российское «Движение СОРМ», приглашение к сотрудничеству направлено «Правому сектору» и нескольким организациям белорусской и таджикской оппозиции. По результатам совещания принята «Донбасская декларация».